# Euploea heylaertsii
Euploea heylaertsii är en fjärilsart som beskrevs av Moore 1890. Euploea heylaertsii ingår i släktet Euploea och familjen praktfjärilar. Inga underarter finns listade i Catalogue of Life.